# Lacinipolia cinnabarina
Lacinipolia cinnabarina är en fjärilsart som beskrevs av Augustus Radcliffe Grote 1874. Lacinipolia cinnabarina ingår i släktet Lacinipolia och familjen nattflyn. Inga underarter finns listade i Catalogue of Life.